# Noeetomima fulgens
Noeetomima fulgens är en tvåvingeart som beskrevs av Shatalkin 1992. Noeetomima fulgens ingår i släktet Noeetomima och familjen lövflugor. Inga underarter finns listade i Catalogue of Life.